# Tập đoàn Điện lực Việt Nam
Tập đoàn Điện lực Việt Nam (tên giao dịch quốc tế là Vietnam Electricity, viết tắt là EVN (Électricité du Vietnam) thuộc Bộ Công Thương là một doanh nghiệp nhà nước hạng đặc biệt của Việt Nam kinh doanh đa ngành. Trước tháng 9 năm 2006, tập đoàn này chính là Tổng công ty Điện lực Việt Nam, một tổng công ty nhà nước do Trung ương quản lý. Trụ sở chính của tập đoàn nằm tại số 11 phố Cửa Bắc, phường Ba Đình, TP Hà Nội.

## Lĩnh vực hoạt động
Lĩnh vực kinh doanh chính là sản xuất, điều độ, mua bán buôn điện năng, xuất nhập khẩu điện năng, đầu tư và quản lý vốn đầu tư các dự án điện.
Tập đoàn đầu tư xây dựng và sở hữu các nhà máy phát điện, hệ thống truyền tải điện, hệ thống điện lưới phân phối, điều độ vận hành điện lưới quốc gia, xuất nhập khẩu điện năng với các nước láng giềng như Trung Quốc, Lào và Campuchia, đảm bảo cung cấp điện thực hiện kế hoạch vận hành theo yêu cầu của Chính phủ Việt Nam.

## Lịch sử phát triển
Thành lập
Tổng Công ty Điện lực Việt Nam được thành lập năm 1994 trên cơ sở hợp nhất, sắp xếp các đơn vị sản xuất, lưu thông, sự nghiệp của ngành điện. Năm 1994 cũng là năm đưa vào vận hành đường dây 500kV Bắc Nam thống nhất các hệ thống điện miền Bắc, miền Trung, miền Nam thành hệ thống điện Việt Nam thống nhất.
Tập đoàn Điện lực Việt Nam được thành lập ngày 22/6/2006 trên cơ sở chuyển đổi mô hình Tổng Công ty Điện lực Việt Nam hoạt động theo mô hình công ty mẹ - công ty con.
Năm 2010 (ngày 25/6/2010) Thủ tướng Chính phủ quyết định chuyển đổi mô hình Tập đoàn Điện lực Việt Nam thành công ty trách nhiệm hữu hạn một thành viên do nhà nước kiểm soát.
Chủ sở hữu vốn điều lệ của EVN là Ủy ban quản lý vốn nhà nước tại doanh nghiệp (từ năm 2018). Trước năm 2018, Chủ sở hữu vốn của EVN là Chính phủ Việt Nam (Bộ Công Thương) quản lý.
Giai đoạn 1994-2006
Tổng Công ty Điện lực Việt Nam hoạt động theo mô hình công ty nhà nước độc quyền sở hữu toàn bộ ngành dọc bao gồm các nhà máy điện lớn ở Việt Nam, toàn bộ lưới điện truyền tải và lưới điện phân phối đến các hộ dân. Các công trình tiêu biểu trong giai đoạn này bao gồm:
- Nhà máy thủy điện Hòa Bình (công suất 1920MW) là nhà máy điện lớn nhất Đông Nam Á cho đến thời điểm hoàn thành nhà máy thủy điện Sơn La (công suất 2400MW).
- Nhà máy thủy điện Trị An (công suất 440MW) là nhà máy thủy điện lớn nhất miền Nam
- Nhà máy thủy điện Yaly (công suất 720MW) là nhà máy thủy điện lớn nhất miền Trung
- Cụm các nhà máy Tua bin khí hỗn hợp Phú Mỹ (tổng công suất 4205 MW) là cụm nhà máy điện lớn nhất miền Nam bao gồm các nhà máy Phú Mỹ 1 (1140MW), Phú Mỹ 2.1 (530MW), Phú Mỹ 2.1 MR (439MW), BOT Phú Mỹ 2.2 (823MW), BOT Phú Mỹ 3 (738MW) và Phú Mỹ 4 (535MW).
- Đường dây 500kV Bắc Nam (hay còn gọi là đường dây siêu cao áp 500kV Bắc Nam mạch 1) dài 1488 km từ Hòa Bình đến Thành phố Hồ Chí Minh.
- Đường dây 500kV Bắc Nam mạch 2 được xây dựng từ TP Hồ Chí Minh ra Thủ đô Hà Nội hoàn thành năm 2005.

Năm 2006 Doanh thu của EVN là 44920 tỷ đồng.
Giai đoạn 2007-đến nay
Năm 2006, theo quyết định của Thủ tướng Nguyễn Tấn Dũng, Tổng Công ty Điện lực Việt Nam chuyển đổi mô hình hoạt động thành công ty mẹ - công ty con được phép kinh doanh đa ngành thành Tập đoàn Điện lực Việt Nam. Giai đoạn này EVN từng bước tách bạch các khâu sản xuất, truyền tải, phân phối trong mô hình kinh doanh ngành điện, xây dựng và phát triển thị trường điện ở Việt Nam. Cùng với phong trào đầu tư đa ngành đa nghề của các Doanh nghiệp Việt Nam cuối những năm thập kỷ đầu tiên của thế kỷ 21, EVN bước vào các sân chơi đầu tư tài chính, viễn thông, bất động sản...
- Viễn thông: Công ty Viễn thông Điện lực (EVNTelecom) hoạt động trong lĩnh vực phát triển mạng lưới dịch vụ điện thoại cố định nội tỉnh và đường dài trong nước, cùng mạng điện thoại di động, dịch vụ Internet.
- Tài chính - ngân hàng: tập đoàn là cổ đông của Ngân hàng thương mại cổ phần An Bình và thành lập Công ty Cổ phần Tài chính Điện lực.
- Bất động sản: trực tiếp tham gia và quản lý vốn thông qua các công ty con đầu tư vào các doanh nghiệp kinh doanh, xây dựng và phát triển bất động sản.
- Giáo dục: Cao đẳng Điện lực Hà Nội (nâng cấp thành trường Đại học Điện lực Hà nội), Cao đẳng Điện lực Thành phố Hồ Chí Minh , Cao đẳng Điện lực Miền Trung.
- Nghiên cứu: Viện Năng lượng. Từ năm 2010 đã chuyển về thành Viện nghiên cứu trực thuộc Bộ Công Thương.

Do ảnh hưởng của các cuộc khủng hoảng tài chính suy thoái kinh tế 2007 - 2008 và 2012 - 2013, sự cạnh tranh khốc liệt của các doanh nghiệp cùng ngành nghề, cũng như năng lực quản lý của các doanh nghiệp nhà nước nên các lĩnh vực đầu tư kinh doanh khác ngoài điện lực mà EVN đầu tư mất dần các lợi thế cạnh tranh ban đầu và rơi vào suy thoái - kinh doanh lỗ triền miên. Tập đoàn đã phải thoái vốn ở hầu hết các lĩnh vực Viễn thông - Tài chính - Bất động sản. Xung quanh vấn đề này xuất hiện rất nhiều ý kiến phê bình trong xã hội và thông tin đại chúng về việc hiệu quả đầu tư đa ngành đa nghề của các Tập đoàn, Tổng công ty nhà nước nói chung và EVN nói riêng.
- Công ty Thông tin Viễn thông Điện lực đã bàn giao về cho Viettel quý 1 năm 2012.
- Thoái vốn qua đấu giá cổ phần nắm giữ tại Ngân hàng TMCP An Bình và Công ty Cổ phần Tài chính Điện lực.
- Thoái vốn và xóa thương hiệu tham gia tại các doanh nghiệp bất động sản.

Thực hiện lộ trình thị trường hóa ngành điện Việt Nam, EVN đã thành lập và chia tách dần thành các công ty con (hoặc cổ phần hóa) tham gia trong dây chuyền sản xuất-kinh doanh điện năng của ngành điện Việt Nam. Một số mốc quan trọng:
- Năm 2007: thành lập công ty mua bán điện là công ty đại diện cho EVN mua buôn, bán buôn điện năng.
- Năm 2008: thành lập Tổng Công ty Truyền tải Điện Quốc gia trên cơ sở sáp nhập các công ty truyền tải điện khu vực thành đơn vị truyền tải thống nhất hạch toán độc lập.
- Năm 2010: thành lập Tổng Công ty Điện lực miền Bắc, miền Trung, miền Nam, Thành phố Hà Nội và Thành phố Hồ Chí Minh là các Đơn vị phân phối và bán lẻ điện.
- Năm 2011: vận hành thị trường phát điện cạnh tranh.
- Năm 2012: thành lập các Tổng Công ty phát điện 1, 2, 3 là các Đơn vị quản lý các nhà máy điện trong EVN.
- Năm 2018: EVN bán đấu giá cổ phần Tổng Công ty phát điện 3 (GENCO 3)
- Năm 2019: vận hành thị trường điện bán buôn cạnh tranh
- Năm 2021: EVN bán đấu giá cổ phần Tổng Công ty phát điện 2 (GENCO 2)

Hiện nay chỉ các nhà máy thủy điện có ý nghĩa chiến lược đa mục tiêu (phát điện - chống lũ như Hòa Bình, Sơn La, Lai Châu, Tuyên Quang, Yaly, Trị An...) thì EVN mới thành lập các công ty con (nắm giữ 100% vốn) trực thuộc. EVN tiến hành cổ phần hóa từng bước các công ty phát điện và Tổng Công ty Phát điện. Năm 2020, tỷ lệ tổng công suất nguồn điện (nhà máy điện) do EVN nắm giữ chỉ còn 55% tổng công suất nguồn điện của cả Việt Nam.
Đề án nghiên cứu tách độc lập bộ phận điều hành hệ thống điện Quốc gia đang được triển khai để trình Chỉnh phủ phê duyệt lộ trình thực hiện.

## Cơ cấu tổ chức

### Hội đồng thành viên
1. Chủ tịch: Đặng Hoàng An (19/7/2023)
2. Thành viên:
  - Đặng Huy Cường (3/1/2018)
  - Võ Hồng Lĩnh (1/12/2022)
  - Nguyễn Anh Tuấn (1/12/2023)
  - Đinh Thế Phúc (27/7/2022)
  - Cao Quang Quỳnh (24/2/2020)

### Ban Tổng giám đốc
1. Tổng giám đốc: Nguyễn Anh Tuấn (1/12/2023)
2. Phó Tổng giám đốc: 
  - Ngô Sơn Hải
  - Võ Quang Lâm
  - Nguyễn Xuân Nam
  - Phạm Hồng Phương
  - Nguyễn Tài Anh

Và các Ban tham mưu trực thuộc Cơ quan Tập đoàn.

### Các Chủ tịch HĐQL, HĐQT, HĐTV EVN qua các thời kỳ
1. Thái Phụng Nê (Chủ tịch HĐQL, 10/1994-7/1998)
2. Đào Văn Hưng (Chủ tịch HĐQT/HĐTV, 7/1998-7/2000; 10/2006-01/2012)
3. Đặng Hùng (Chủ tịch HĐTV, 7/2000-10/2005)
4. Nguyễn Mậu Chung (Chủ tịch HĐTV, 11/2005-9/2006)
5. Phạm Lê Thanh (Thành viên HĐTV phụ trách, 02/2012-8/2012, 1/2015-3/2015)
6. Hoàng Quốc Vượng (Chủ tịch HĐTV, 9/2012-01/2015)
7. Dương Quang Thành (Chủ tịch HĐTV, 3/2015-4/2023)
8. Đặng Huy Cường (Thành viên HĐTV phụ trách, 5/2023-19/7/2023)
9. Đặng Hoàng An (Chủ tịch HĐTV, 19/7/2023-nay)

### Các Tổng giám đốc EVN qua các thời kỳ
1. Lê Liêm (10/1994-4/1998)
2. Hoàng Trung Hải (5/1998-7/2000)
3. Đào Văn Hưng (8/2000-9/2006)
4. Phạm Lê Thanh (10/2006-6/2015)
5. Đặng Hoàng An (7/2015-5/2018)
6. Đinh Quang Tri (Phó Tổng Giám đốc phụ trách, 5/2018-12/2018)
7. Trần Đình Nhân (12/2018-11/2023)
8. Nguyễn Anh Tuấn (12/2023-nay)

## Các đơn vị thành viên của EVN
1. Khối các Công ty / Tổng Công ty nguồn điện
  - Tổng Công ty Phát điện 1
  - Tổng Công ty Phát điện 2 - Công ty Cổ phần
  - Tổng Công ty Phát điện 3 - Công ty Cổ phần
  - Công ty Thủy điện Hòa Bình
  - Công ty Thủy điện Sơn La
  - Công ty Thủy điện Huội Quảng – Bản Chát
  - Công ty Thủy điện Tuyên Quang
  - Công ty Thủy điện Ialy
  - Công ty Phát triển Thủy điện Sê San
  - Công ty Thủy điện Trị An
  - Công ty Nhiệt điện Thái Bình
  - Nhà máy Nhiệt điện Vĩnh Tân 4
  - Công ty TNHH MTV Nhiệt điện Thủ Đức
  - Công ty Cổ phần Năng lượng Vĩnh Tân 3 (tỷ lệ CP nắm giữ dưới 50%)
2. Khối Các Tổng công ty lưới điện
  - Tổng Công ty Truyền tải Điện Quốc gia
  - Tổng Công ty Điện lực miền Bắc
  - Tổng Công ty Điện lực miền Trung
  - Tổng Công ty Điện lực miền Nam
  - Tổng Công ty Điện lực Thành phố Hà Nội
  - Tổng Công ty Điện lực Thành phố Hồ Chí Minh
3. Công ty mua bán điện: là Đơn vị mua bán buôn điện năng trong thị trường điện
4. Khối các Công ty Tư vấn
  - Công ty Cổ phần Tư vấn Xây dựng Điện 1
  - Công ty Cổ phần Tư vấn Xây dựng Điện 2
  - Công ty Cổ phần Tư vấn Xây dựng Điện 3: tỷ lệ CP nắm giữ dưới 50%
  - Công ty Cổ phần Tư vấn Xây dựng Điện 4
5. Khối các Ban Quản lý Dự án
  - Ban Quản lý Dự án Điện 1
  - Ban Quản lý Dự án Điện 2
  - Ban Quản lý Dự án Điện 3
  - Ban Quản lý Dự án Đầu tư Xây dựng và Công nghệ EVN
6. Khối Dịch vụ - Viễn thông - Thông tin
  - Công ty Viễn thông Điện lực và Công nghệ Thông tin
  - Trung tâm Thông tin Điện lực
  - Trung tâm Dịch vụ Sửa chữa EVN
  - Tổng Công ty Thiết bị Điện Đông Anh (công ty cổ phần): tỷ lệ CP nắm giữ dưới 50%
7. Các doanh nghiệp khác nắm giữ dưới 50% vốn điều lệ (có lộ trình và thông báo thoái vốn)
  - Công ty Cổ phần Tài chính Điện lực (EVN-FC): đã thoái vốn cuối năm 2020
  - Công ty Cổ phần Phong điện Thuận Bình: đã thoái vốn cuối năm 2019

## Phê bình
- EVN và Chính phủ Việt Nam chưa phân định rõ các trách nhiệm xã hội và trách nhiệm kinh doanh của một doanh nghiệp nhà nước để có các chỉ số đánh giá hiệu quả hoạt động theo từng lĩnh vực mà EVN được giao nhiệm vụ phải thực hiện.
- Bộ máy lớn, cồng kềnh phải được cải tổ và phân chia hoạt động rành mạch ở các bộ phận khác nhau.
- Dịch vụ khách hàng đã thay đổi tích cực hơn rất nhiều so với trước đây nhưng vẫn còn trường hợp nhỏ lẻ gây bức xúc.
- Việc mua bán điện và điều độ huy động các nhà máy điện bên ngoài EVN còn chịu nhiều tai tiếng về kém minh bạch, EVN hỗ trợ các nhà máy điện trực thuộc nhiều hơn so các nguồn điện độc lập bên ngoài.

## Vấn đề độc quyền thị trường điện
Có những thông tin cho rằng EVN đang độc quyền thị trường điện tại Việt Nam, nhưng thực ra thông tin này là không chính xác. EVN chỉ độc quyền hệ thống truyền tải (tại mọi quốc gia, để đảm bảo an ninh năng lượng, Nhà nước đều phải nắm giữ, điều hành việc truyền tải điện). Còn về sản xuất điện thì EVN chỉ nắm 1/3, và đặc biệt là EVN không được quyền định giá điện mà mức giá này do Bộ Công Thương quyết định. Như vậy ở Việt Nam, bản chất là Nhà nước nắm độc quyền ngành điện (còn EVN chỉ là đơn vị được Nhà nước ủy quyền thực hiện việc độc quyền đó). Thực tế giá điện của Việt Nam đang được Nhà nước quy định ở mức thấp hơn chi phí sản xuất (chấp nhận để EVN chịu lỗ) nhằm thực hiện an sinh xã hội, kiềm chế lạm phát và giảm chi phí cho doanh nghiệp. Nếu bỏ độc quyền Nhà nước để chuyển sang thị trường hoá - tư nhân hóa ngành điện thì sẽ thu hút thêm đầu tư tư nhân, nhưng ngược lại, tư nhân sẽ đòi hỏi lợi nhuận và toàn bộ phần này sẽ được cộng vào giá điện, người tiêu dùng Việt Nam sẽ phải trả giá điện cao hơn. Tại nhiều quốc gia khi tư nhân hoá ngành điện, người dân thường mong giá điện sẽ giảm khi không còn độc quyền Nhà nước, nhưng thực tế không phải vậy: Giá điện chắc chắn sẽ tăng khi thị trường hoá hoàn toàn. Đó là chưa kể đến các rủi ro về an ninh năng lượng, giá điện tăng đột ngột khi có thiên tai, hoặc vùng sâu vùng xa không được cấp điện do không đem lại lợi nhuận cho tư nhân

## Biểu trưng

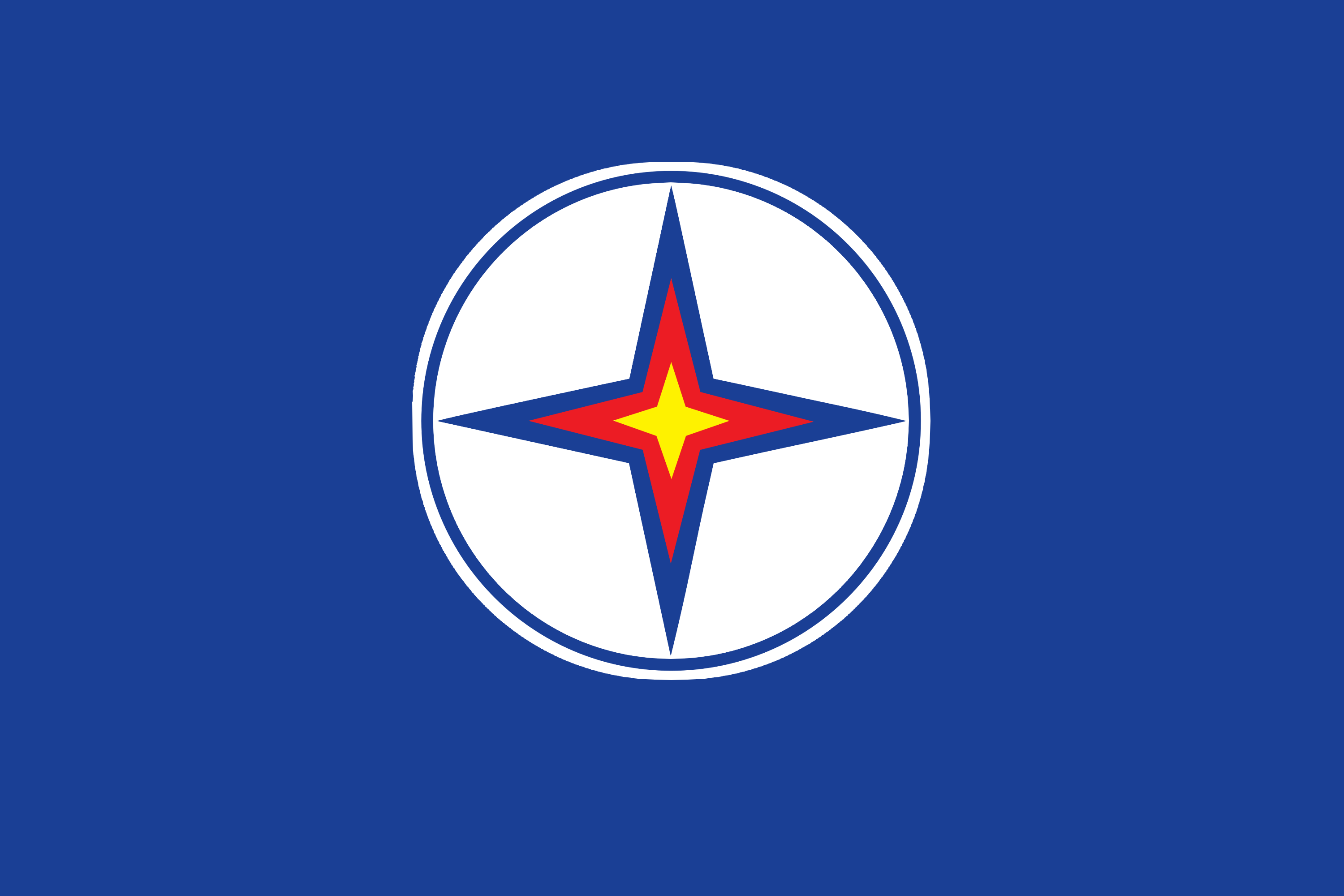
Lá cờ EVN

Biểu tượng chính của biểu trưng là ba ngôi sao 4 cánh lồng vào nhau cùng nằm trong hình khối tròn. Trong đó ngôi sao màu vàng nằm ở trung tâm, tiếp đến là ngôi sao màu đỏ và ngoài cùng là ngôi sao màu xanh dương. 
- Hình ảnh ngôi sao vàng trên nền đỏ bên trong gợi liên tưởng đến lá quốc kỳ Việt Nam. Hình ảnh đó được đặt ở trung tâm biểu trưng tượng trưng cho một niềm tự hào dân tộc.

- Hình ảnh 3 ngôi sao trong biểu trưng lồng vào nhau tượng trưng cho ánh sáng của nguồn điện – đặc trưng chính cho thương hiệu.
- Ba ngôi sao lớn dần từ trong ra ngoài tượng trưng cho dòng điện ba pha, cũng đồng thời thể hiện cho nhu cầu sử dụng điện năng ngày càng tăng cao trong đời sống người dân.
- Hình khối tròn bên ngoài biểu trưng là Trái Đất. Thể hiện mục tiêu xây dựng và phát triển thương hiệu lớn mạnh không ngừng.

Màu sắc cơ bản được sử dụng làm nguyên liệu thiết kế bộ cờ là 3 màu đang được sử dụng trong Logo EVN: Màu vàng, màu đỏ, màu xanh lam. Trong đó màu xanh lam được sử dụng làm phông nền chủ đạo, ngôi sao 4 cánh nằm trung tâm trên nền trắng của hình địa cầu bên ngoài.

### Lá cờ

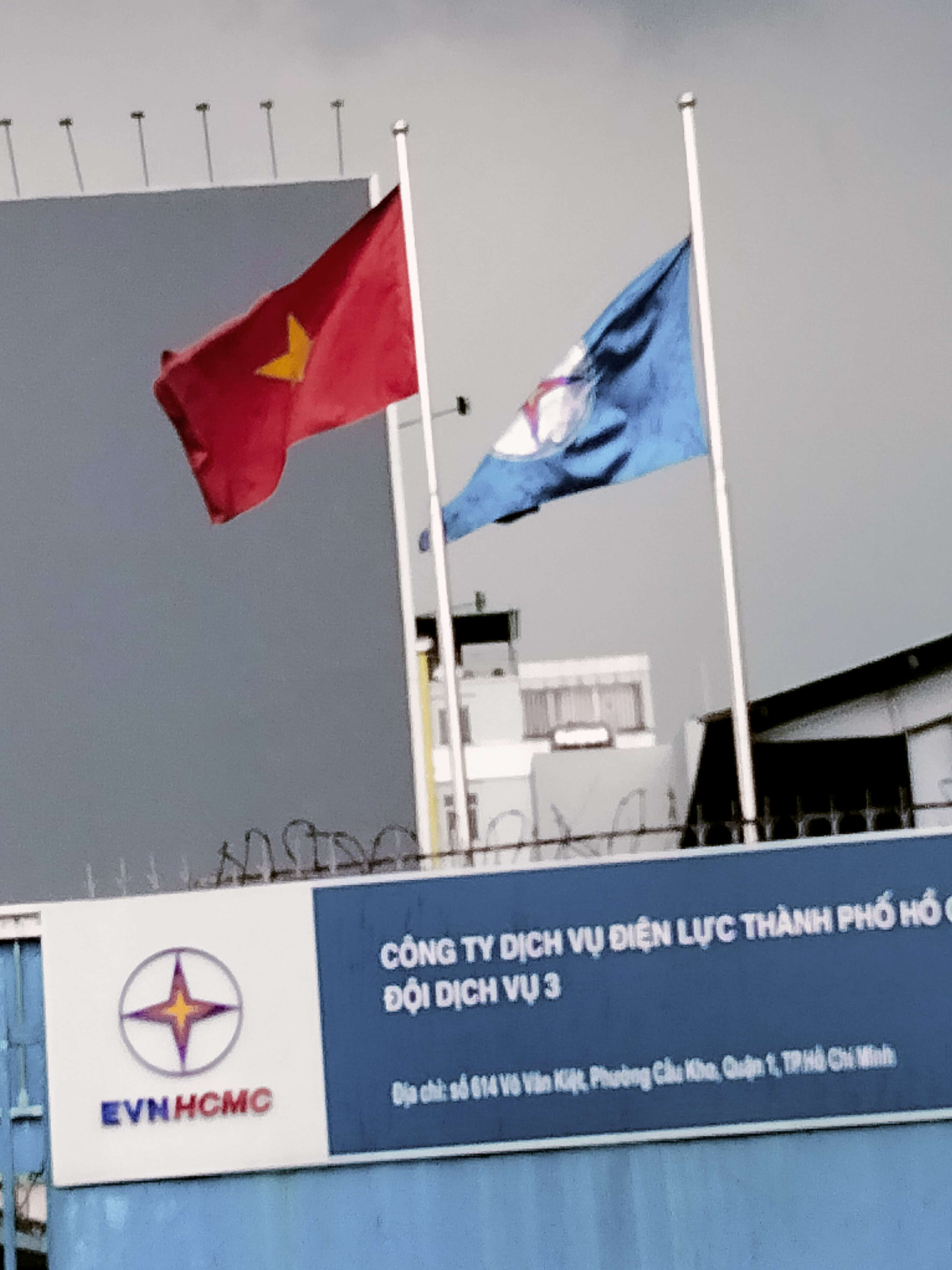
Lá cờ EVN với Quốc kỳ.

Vào ngày 1 tháng 5 năm 2013, mẫu lá cờ EVN được thống nhất và được triển khai sử dụng tai các đơn vị thuộc Tập đoàn Điện lực Việt Nam. Tuy nhiên trên thực tế, lá cờ hiếm khi được sử dụng bên ngoài các cơ sở lớn và các sự kiện đặc biệt.